# Канчукоева, Римма Хамидовна
Римма Хамидовна Канчукоева (род. 1938) — кабардинский, советский учитель. Народный учитель СССР (1981).

## Биография
Римма Канчукоева родилась в 1938 году (по другим источникам — в 1939) в селе Старый Урух (ныне Хатуей) Лескенского района Кабардино-Балкарской АССР.
В 1961 году окончила Кабардино-Балкарский университет. В годы учёбы в составе студенческого отряда дважды ездила на целину.
Работала учителем английского языка в городе Нарткала Урванского района Кабардино-Балкарской АССР (1961—1978 — в СШ №3, с 1978 по 2001 год — в СШ №1).
Автор получившей широкое признание в стране методики преподавания иностранного языка.
Депутат Верховного Совета СССР[когда?]

### Семья
- Муж — Анатолий Хасанов, директора совхоза «Кахунский», затем управлявшего районной «Сельхозтехникой»
- Сыновья — Аслан, ветеран правоохранительных органов, награждён орденами и медалями; Руслан, инженер-строитель, руководит цехом по производству блоков.

## Звания и награды
- Орден «За заслуги перед Кабардино-Балкарской Республикой» (10 сентября 2018) — за большой личный вклад в дело обучения и воспитания подрастающего поколения
- Народный учитель СССР (1981)
- Орден Трудового Красного Знамени
- Медаль «За освоение целинных земель»
- Медаль «В ознаменование 100-летия со дня рождения Владимира Ильича Ленина»
- Медаль «За трудовую доблесть»
- Значок «Отличник просвещения СССР»
- Значок «Отличник народного просвещения РСФСР»
- Почётная грамота Президента Кабардино-Балкарской Республики.
- В 1986 году занесена на республиканскую Доску почёта «Трудовая слава Кабардино-Балкарии»